# Distretto di Annan
Il distretto di Annan (安南區S, Ānnán QūP) è un distretto della città di Tainan, situata a Taiwan.